# 永宁宣抚司
永宁宣抚司，中国元朝和明朝时，在今四川省境设置的宣抚司。
元朝至正中，改永宁路置。明朝初年，改为安抚司，洪武八年（1375年）复为宣抚司。治所在今四川省叙永县永宁河东。辖境相当今四川省叙永、古蔺等县地。属四川行省。天启三年（1623年）省入叙州府。

## 外部連結
[在维基数据编辑]
 《欽定古今圖書集成·方輿彙編·職方典·永寧宣撫司部》，出自陈梦雷《古今圖書集成》